# August & Telma
August & Telma (in origine Einar Ágúst og Telma) sono stati un duo musicale islandese formato nel 2000 da Einar Agúst Viðisson e Telma Agústsdóttir.
Hanno rappresentato l'Islanda all'Eurovision Song Contest 2000 con il brano Tell Me.

## Carriera
Il 28 febbraio 2000 August & Telma hanno partecipato a Söngvakeppni Sjónvarpsins, la selezione del rappresentante islandese per l'Eurovision, con il loro singolo di debutto Tell Me. Sono stati incoronati vincitori dopo aver vinto il televoto. All'Eurovision Song Contest 2000, che si è tenuto il successivo 13 maggio a Stoccolma, si sono piazzati al 12º posto su 24 partecipanti con 45 punti totalizzati. Sono risultati i più televotati della serata in Danimarca. Nel 2007 Einar Ágúst ha pubblicato un album da solista intitolato Það er ekkert víst að það klikki.

## Discografia

### Singoli
- 2000 – Tell Me